# Jaime French
Jaime French (* 9. November 1989 in Wheaton, Illinois als Jaime Orewiler) ist eine US-amerikanische Fußballspielerin, die zuletzt in der Saison 2013 beim FC Kansas City in der National Women’s Soccer League unter Vertrag stand.

## Karriere
Im Jahr 2010 spielte sie für den W-League-Teilnehmer Chicago Red Eleven. Anfang 2013 wurde French von Kansas als Amateurspielerin verpflichtet, nachdem sie in einem Vorbereitungs-Trainingslager hatte überzeugen können. Ihr Ligadebüt gab sie am 13. Juni 2013 gegen die Chicago Red Stars. Am 31. Juli gab Kansas bekannt, French endgültig mit einem Profivertrag ausgestattet zu haben. Zuvor waren ihr als Amateurspielerin lediglich dann Einsätze erlaubt, wenn der Mannschaftskader des FC Kansas City aufgrund von Verletzungen oder Länderspielabstellungen nicht mit Profispielerinnen aufgefüllt werden konnte. Am 20. Februar 2014 trennte sich der FC Kansas City von French und Katie Kelly.